# Vaudancourt
Vaudancourt település Franciaországban, Oise megyében. Lakosainak száma 163 fő (2022. január 1.). Vaudancourt Boury-en-Vexin, Montjavoult és Parnes községekkel határos.

## Népesség
A település népessége az elmúlt években az alábbi módon változott:
| Lakosok száma | 180  | 177  | 175  | 170  | 170  | 171  | 171  | 167  | 163  |
|               | 2013 | 2015 | 2016 | 2017 | 2018 | 2019 | 2020 | 2021 | 2022 |